# Super Bear Studios
Super Bear Studios era uno studio di registrazione situato a Berre-les-Alpes, nelle Alpi Marittime, in Francia.

## Storia

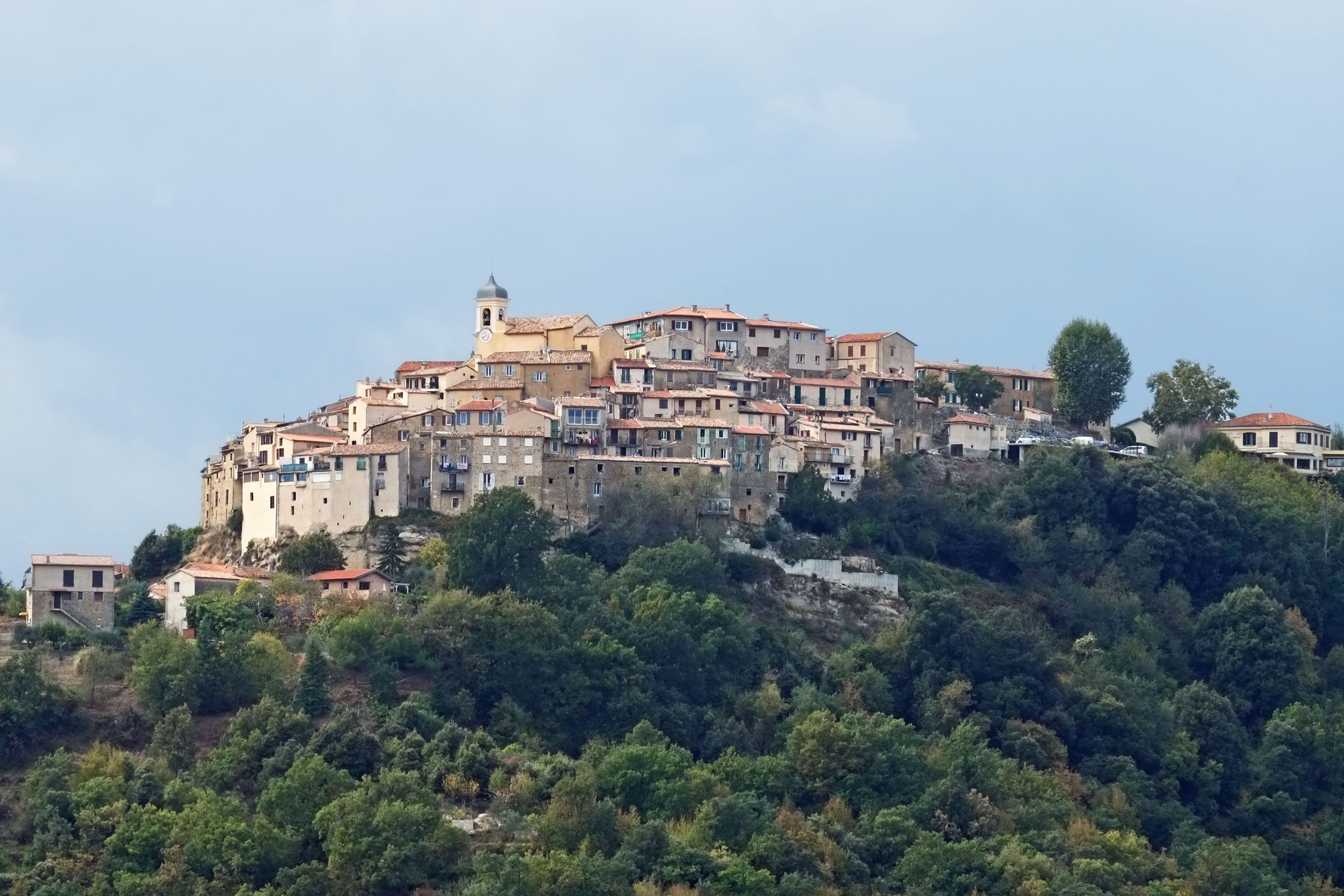
Berre-les-Alpes, situato nel dipartimento francese delle Alpi Marittime. Il Super Bear Studios si trovava in un complesso turistico del paese.

Il Super Bear Studios era uno studio di registrazione realizzato nel 1978 dall'ex cantautore Damon Metrebian che assieme ad un gruppo di giovani espatriati britannici aveva acquistato un ristorante nel paesino di Berre-les-Alpes, poco distante da Nizza. Metrebian ed i suoi soci trasformarono il ristorante in un complesso turistico con annesso uno studio di registrazione all'avanguardia mediante il supporto tecnico di Tom Hidley della Eastlake Audio.
Lo studio sin da subito acquisì una notevole fama in quanto gli artisti gradivano molto la presenza di campi da tennis e piscine oltre che la vicinanza alle più rinomate località turistiche della costa azzurra. Ma la principale attrazione dello studio era la notevole reputazione di eccellenza tecnica ed innovazione tecnologica di ultima generazione che contraddistingueva il moderno studio di registrazione. Vi era infatti a disposizione degli artisti una sala di controllo quadrifonica dotata di uno dei primi mixer analogici automatizzati (MCI JH-500), oltre ad una impressionante quantità di apparecchiature tecniche, microfoni e strumenti da studio di registrazione.
Per quasi dieci anni lo studio di registrazione fu utilizzato da alcuni dei più grandi nomi dell'industria musicale tra cui i Pink Floyd, Queen, Elton John, The Alan Parsons Project, Kate Bush, Paul McCartney, Ringo Starr, The Police.
All'inizio dell'estate del 1986, il complesso fu sottoposto ad una completa ristrutturazione e riprogettazione. In una caldissima e ventosa giornata di luglio gran parte dei boschi che circondavano la zona furono devastati da un incendio di vaste proporzioni che non risparmiò il complesso che fu completamente distrutto, e fortunatamente lo stesso era deserto per i lavori in corso. Nei mesi successivi l'edificio principale fu ricostruito ma la sua destinazione d'uso mutò e divenne inizialmente una galleria d'arte e successivamente una foresteria.

## Alcuni artisti che utilizzarono i Super Bear Studios
David Gilmour
- 1978 - David Gilmour

Kate Bush
- 1978 - Lionheart

Queen
- 1978 - Jazz

Richard Wright
- 1978 - Wet Dream

Chris de Burgh
- 1979 - Crusader

Jim Capaldi
- 1979 - Electric Nights
- 1980 - The Sweet Smell of Success

Elton John
- 1979 - 21 at 33
- 1980 - The Fox

John Miles
- 1979 - More Miles Per Hour

Pink Floyd
- 1979 - The Wall
- 1981 - A Collection of Great Dance Songs
- 1983 - Best Of Pink Floyd

The Alan Parsons Project
- 1979 - Eve

Lenny Zakatek
- 1979 - Lenny Zakatek

City Boy
- 1980 – Heads Are Rolling

Van Morrison
- 1980 - Common One

Ringo Starr
- 1981 - Stop and Smell the Roses

The Police
- 1981 - Police Around the World

Bijou
- 1981 - Jamais Domptés
- 1981 - Bijou Bop

Francis Cabrel
- 1981 - Carte Postale

Chantal Goya
- 1981 - Comme Tintin

Paul McCartney
- 1981 - Tug of War

Atomsko sklonište
- 1981 - Extrauterina

Patrick Abrial
- 1982 - La Fille Du Boucher

Mahjun
- 1982 - Un Homme Sur Deux C'est Une Femme

Chas Sandford
- 1982 - Parallax View

Orchestre Rouge
- 1983 - More Passion Fodder

UV Jets
- 1983 - Shadows And... Storms

Stevie Nicks
- 1985 - Rock a Little